# Salomon Antman
Salomon Antman, född 15 december 1772 i Torneå, död 16 mars 1860 i Haparanda, var en svensk präst.
Salomon Antman, vars far med samma namn var komminister, blev student vid Uppsala universitet hösten 1791 och prästvigdes 1798 till adjunkt i Nedertorneå församling med transport till Piteå landsförsamling 1798 men återkom till Torneå redan efter ett halvår. År 1800 blev han vice skolmästare i Torneå men återigen adjunkt 1802, vice skolmästare 1804, nådårspredikant i Övertorneå församling  1805 och vakanspredikant där 1806–1811. År 1811 tillträdde han som komminister i Luleå landsförsamling samt fick efter pastoralexamen 1818 pastors värdighet år 1819.
År 1822 utnämndes han till kyrkoherde i Nedertorneå och tillträdde 1823. Församlingen hade då varit utan kyrkoherde sedan 1809. Vid freden i Fredrikshamn styckades socknen i två delar, en rysk och en svensk. Moderkyrkan låg på ryska sidan och användes av svenska Nedertorneå församling i mer än 10 år. Först 1823 kunde en kyrkogård i svenska Nedertorneå tas i bruk och 1825 stod en ny kyrka färdig. Antman verkade under en tid då socknen och församlingen undergick stora förändringar.
Antman blev honorärprost 1824 och kontraktsprost 1843 i Västerbottens fjärde kontrakt. Han avled 1860 som stiftets senior. Hans porträtt fanns i gamla Nedertorneå-Haparanda kyrka men förstördes vid kyrkans brand 1963 och är bevarat endast som fotografi.
Antman var gift med Maria Margareta Mellin, vars far var komminister i Luleå landsförsamling. Makarna hade inga egna barn men uppfostrade flera släktingar, bland andra brorsdottern Sofia Ottonius, född Antman, som under många år förestod en skola i Haparanda.